# 4981 Sinyavskaya
4981 Sinyavskaya eller 1974 VS är en asteroid i huvudbältet som upptäcktes den 12 november 1974 av den ryska astronomen Ljudmila Tjernych vid Krims astrofysiska observatorium på Krim. Den är uppkallad efter den ryska operasångerskan Tamara Sinyavskaya.
Asteroiden har en diameter på ungefär 9 kilometer och den tillhör asteroidgruppen Koronis.